# Dywan Pazyryk

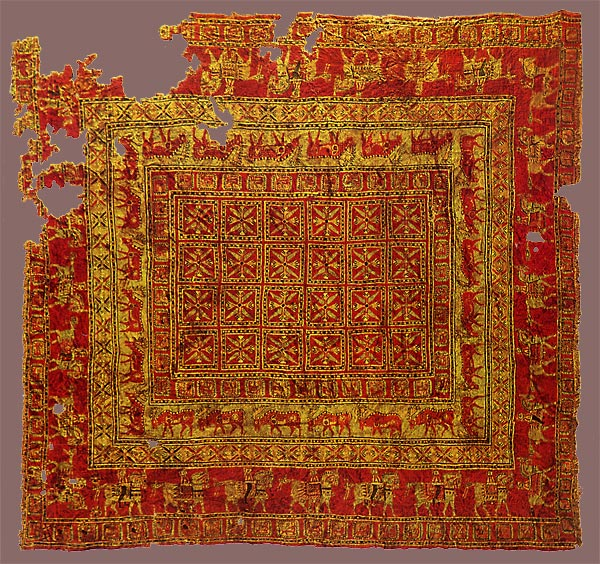
„Dywan Pazyryk” w zbiorach Ermitażu

Dywan Pazyryk – najstarszy znany zachowany dywan na świecie, prawdopodobnie wytworzony na terenach pozostających pod wpływem starożytnej Persji w III wieku p.n.e. Znajduje się w Państwowym Muzeum Ermitażu w Sankt Petersburgu w Rosji.

## Historia
Dywan został znaleziony pod koniec lat 40. XX w. podczas prac archeologicznych, prowadzonych przez rosyjskich naukowców pod kierunkiem Siergieja Rudenki (1885–1969) w jednym z kurhanów scytyjskich w dolinie Pazyryk w Ałtaju – stąd jego nazwa „dywan Pazyryk”.
Czynnikiem konserwującym, pozwalającym zachować dywan w dobrym stanie było wytworzenie się wiecznej zmarzliny pod nasypami kurhanów. Zmarzlina uchroniła również częściowo kurhany przed doszczętnym rabunkiem – groby zostały obrabowane jeszcze w starożytności. W celu wydobycia przedmiotów zgromadzonych w kurhanach, archeolodzy polewali komory wiadrami gorącej wody, by roztopić lód. W grobowcach odkryto także zmumifikowane zwłoki ludzkie ze skórą pokrytą tatuażami, szkielety koni z bogatymi uprzężami, zawierającymi wędzidła, uździenice, czapraki, napierśniki i najstarsze znane siodła, odzież z kolorowymi aplikacjami, wojłokowe i wełniane kobierce, tkaniny, instrumenty muzyczne (harfa, tamburyny), zwierciadła, naczynia, a także sprzęty domowe.

## Opis

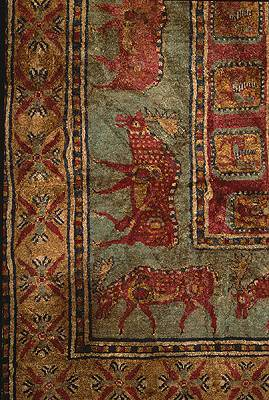
„Dywan Pazyryk” – detal

Wełniany dywan ma wymiary 183 × 198 cm, jego gęstość tkania wynosi ok. 3600 węzłów typu giordi na decymetr kwadratowy, a grubość włosia – 2 mm.
Analiza wzoru wskazuje na pochodzenie dywanu z terenów znajdujących się pod wpływem starożytnej Persji, przy czym datowanie radiowęglowe wskazuje datę powstania dywanu na wiek III p.n.e..

### Wzór

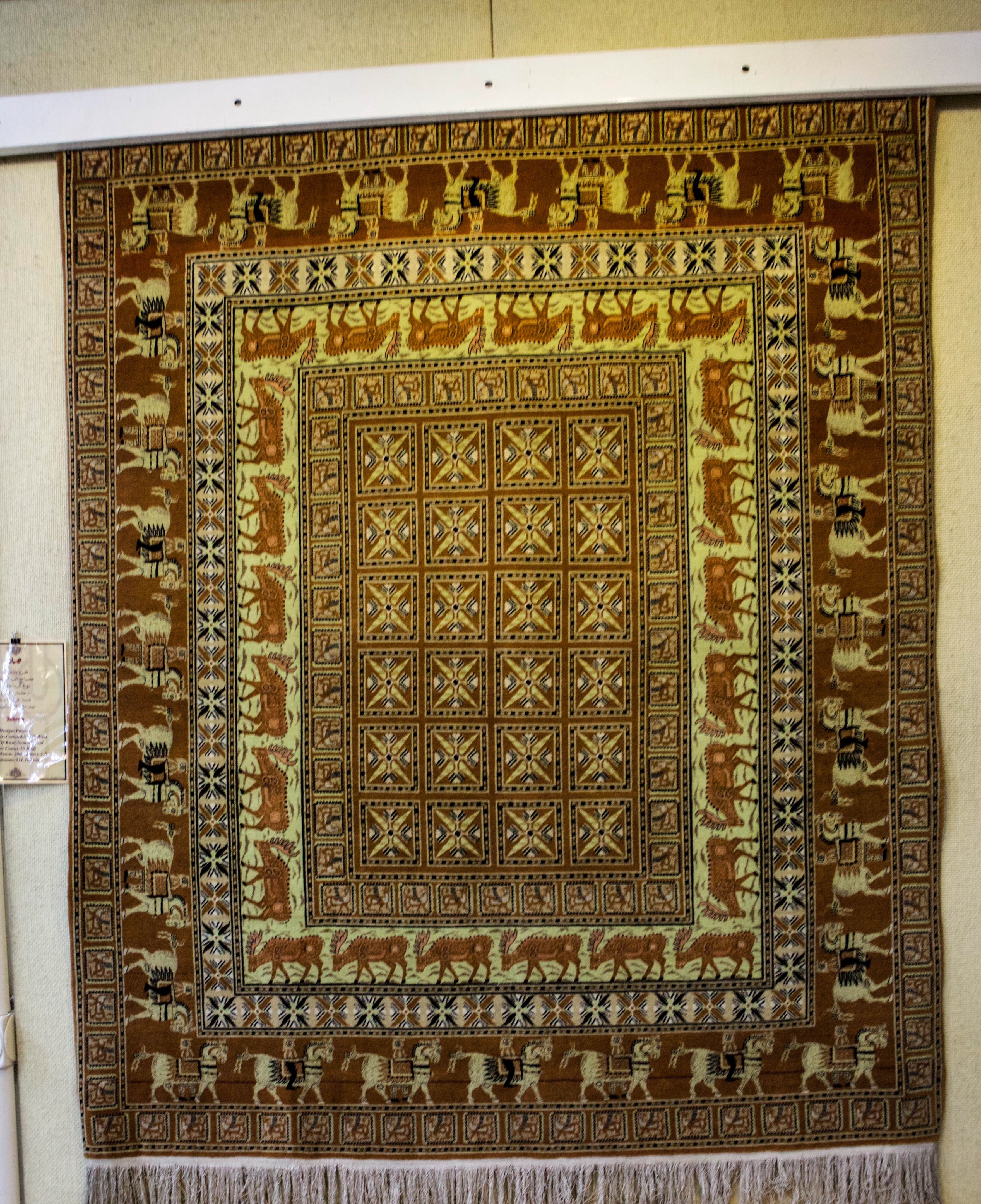
Replika „dywanu Pazyryk” w Muzeum Dywanu Iranu

W części środkowej znajduje się gwiaździsty motyw powtórzony w czterech kolumnach po sześć elementów. Gwiaździsty wzór tworzą dwa różnokolorowe krzyże, nałożone na siebie pod kątem 45 stopni. Prostokątną cześć środkową otacza pięć obramowań oddzielonych od siebie sześcioma węższymi obramowaniami z kolorowymi blokami w sekwencji czarny-biały-czerwony-biały.
Patrząc od środka, pierwsze obramowanie zawiera powtarzający się 42 razy motyw medalionu z przedstawieniem stworzenia przypominającego gryfa, ukazanego podobnie jak gryf asyryjski. Medalion otaczają serie białych i czarnych kropek – wzór ten, znany z okresu Achemenidów, był później charakterystyczny dla okresu Sasanidów (224–651). Drugie obramowanie przedstawia 24 zwierzęta przypominające jelenie – najprawdopodobniej łosie lub renifery. Niektórzy badacze wskazywali na podobieństwo tych przedstawień do obrazów z pałaców Achemenidów. Trzecie obramowanie zawiera 69 gwiaździstych symboli, podobnych do tych w części środkowej, a czwarte – 28 przedstawień figur ludzkich na koniach lub idących obok koni. Wszystkie konie są podobnej budowy, przedstawione z zaplecionymi ogonami, w uzdach i z derkami o indywidualnych wzorach. Ostatnie, piąte obramowanie powtarza 94 razy motyw medalionu z przedstawieniem stworzenia przypominającego gryfa.